# Сімпсони (сезон 24)
Двадцять четвертий сезон мультсеріалу «Сімпсони» транслювався у США на телеканалі «Fox» з 30 вересня 2012 до 19 травня 2013 року. Серіал продовжено на 24 і 25 сезони 7 жовтня 2011 року.
З нагоди майбутнього ювілейного 25 сезона «Сімпсонів» наприкінці прем'єрної серії 24 сезону «Moonshine River» було оголошено конкурс, під час якого глядачі пропонували свої ідеї диванної заставки. Ідеї переможців були втілені на початку фіналу сезона, в епізоді «Dangers on a Train». Було показано дві заставки. Одну, котру транслювали тільки в Канаді, створено Реєм Савая. У США та у всьому світі було показано іншу диванну заставку, створену Шерілом Брауном з Окленда (Каліфорнія).
Запрошеними зірками сезону були: Аніка Ноні Роуз («Gone Abie Gone»), Стів Карелл («Penny-Wiseguys»), Керрі Браунштейн («The Day the Earth Stood Cool»), Джастін Бібер («The Fabulous Faker Boy») тощо.
Також цього сезону:
- у прем'єрній серії «Moonshine River», коли Барт знову відчув кохання, він відвідав п'ятьох своїх попередніх дівчат[8].
- була зворушлива історія за участю Гомера і Маленького Помічника Санти («To Cur, with Love»)[9]
- Тіна Фей озвучила міс Кантвелл, приємну вчительку на заміну, яка чомусь не любила Лісу і цькувала її («Black-Eyed, Please»)[10].
- а в епізоді «Whiskey Business» Ліса скаржилася на те, що в джаз-клубі використовують голограму Кривавих Ясен Мерфі[11].

В Україні прем'єра сезону відбулася 18 березня 2013 року на телеканалі «QTV».

## Виробництво
Спочатку серія «The Man Who Came to Be Dinner» мала вийти того дня як фінальна серія 24 сезону. Однак, серію було затримано на 1,5 роки, бо певний час розглядалася як потенційний сюжет для другого фільма про Сімпсонів. Водночас, епізод «Dangers on a Train» спочатку планувався як прем'єра 25 сезона.

## Нагороди та номінації
У лютому 2014 року сценарист Джоел Коен здобув премію Гільдії сценаристів Америки в області анімації 2013 року за серію «A Test Before Trying». На цю ж премію було номіновано Тома Гаммілля і Макса Просса (за серію «Hardly Kirk-ing»). На цю ж премію в області анімації 2012 року у лютому 2013 року було номіновано Девіда Манделя і Браяна Келлі за епізод «Treehouse of Horror XXIII».
Сезон було номіновано на 3 премії «Енні»:
- епізод «A Tree Grows in Springfield» було номіновано в категорії «Найкращий сценарій анімаційної програми»[18];
- серію «Dark Knight Court» було номіновано в категорії «Найкраще написання сценарію»;
- епізод «Dangers on a Train» було номіновано в категорії «Найкраще написання сценарію»[19].

Також сезон було номіновано на премію «Еммі». Серію «Treehouse of Horror XXIII» було номіновано в категорії «Найкраща анімаційна передача» 2013 року.

## Список серій
| № серії (загалом) | № серії (в сезоні) | Назва серії                                                                        | Режисер(и)     | Сценарист(и)                     | Оригінальна дата показу | Код серії | Глядачів в США (млн) |
| --- | ------------------ | ---------------------------------------------------------------------------------- | -------------- | -------------------------------- | ----------------------- | --------- | -------------------- |
| 509 | 1                  | «Moonshine River» «Їй-богу, дурниця»                                               | Боб Андерсон   | Тім Лонг                         | 30 вересня 2012         | PABF21    | 8,08                 |
| Барт виявляє, що серед усіх дівчат, з якими він зустрічався, найбільш прихильною до нього була Мері Спаклер, донька Клітуса. Хлопчик шукає свою втрачену кохану у Нью-Йорку. Сімпсони знову вирушають туди. Гаячи час, Мардж і Ліса ставлять власну виставу. Запрошені зірки: Наталі Портман в ролі Дарсі; Енн Гетевей в ролі Дженні; Сара Мішель Геллар в ролі Джини; Сара Сільверман в ролі Ніккі; Зоуї Дешанель в ролі Мері Спаклер, Марсія Воллес в ролі Едни Крабапель; Кевін Майкл Річардсон в ролі барабанщика; Моріс ЛаМарш в ролі Чарлі Шина (з театрального клану); Кен Бернс, Ел Рокер та Дон Пардо в ролі самих себе |                    |                                                                                    |                |                                  |                         |           |                      |
| 510 | 2                  | «Treehouse of Horror XXIII» «Хатка жахів. Геллоуїн із Сімпсонами XXIII»            | Стівен Дін Мур | Девід Мандель і Браян Келлі      | 7 жовтня 2012           | PABF17    | 6,57                 |
| «The Greatest Story Ever Holed» (укр. «Найвеличніша історія з усіх дірявих») — Субатомний колайдер професора Фрінка випускає чорну діру. В результаті вона всмоктує все, через що кожен використовує її для видалення відходів. «Unnormal Activity» (укр. «Ненормальне явище») — Колекція відеокліпів показує демонічну активність у будинку Сімпсонів пізно вночі. Це пов'язано з угодою Мардж з дияволом, зробленою нею багато років тому… «Bart & Homer's Excellent Adventure» (укр. «Дивовижна пригода Барта й Гомера») — Барт подорожує в минуле, у 1974 рік, щоб купити комікс за низьку ціну. Однак, дії Барта в минулому викликають небезпечні наслідки в майбутньому: Мардж одружилася з Арті Зіффом, а не з Гомером… Запрошені зірки: Джон Ловітц в ролі Арті Зіффа |                    |                                                                                    |                |                                  |                         |           |                      |
| 511 | 3                  | «Adventures in Baby-Getting» «Ризики завести дітей»                                | Роб Олівер     | Білл Оденкерк                    | 4 листопада 2012        | PABF18    | 5,54                 |
| Мардж купує новий п'ятимісний автомобіль, але незабаром розуміє, що в нього всі не вмістяться, якщо в сім'ї з'явиться четверта дитина. Тим часом Барт і його друзі шпигують за Лісою, яка отримує таємні послання і йде на таємну зустріч після школи. Запрошені зірки: Джефф Гордон в ролі самого себе |                    |                                                                                    |                |                                  |                         |           |                      |
| 512 | 4                  | «Gone Abie Gone» «Бувай, Ейбі, бувай»                                              | Метью Настюк   | Джоел Коен                       | 11 листопада 2012       | PABF16    | 6,86                 |
| Дідусь Сімпсон втікає з будинку пристарілих. Мардж і Гомер шукають його і дізнаються, що той раніше працював у ресторані та був закоханим у ресторанну співачку Риту ЛаФльор. Тим часом Ліса грає в онлайн-покер, використовуючи свої гроші на коледж, які Гомер вклав у гру. Запрошені зірки: Аніка Ноні Роуз в ролі Рити ЛаФльор, Дженніфер Тіллі і Марвін Гамліш в ролі самих себе |                    |                                                                                    |                |                                  |                         |           |                      |
| 513 | 5                  | «Penny-Wiseguys» «Дріб’язкові всезнайки»                                           | Марк Кіркланд  | Майкл Прайс                      | 18 листопада 2012       | PABF19    | 5,06                 |
| Боулінг-партнер Гомера, Ден Гіллік, працює бухгалтером у Жирного Тоні. Коли боса Дена викликають у суд присяжних, він займає його місце. Однак, коли справа доходить до вбивств, Гомер повинен допомогти йому цього запобігти… Тим часом Ліса додає комах до своєї вегетаріанської дієти після того, як у неї виявили дефіцит заліза. Запрошені зірки: Джо Мантенья в ролі Жирного Тоні, Стів Карелл в ролі Дена, Алекс Требек в ролі самого себе |                    |                                                                                    |                |                                  |                         |           |                      |
| 514 | 6                  | «A Tree Grows in Springfield» «Дерево росте у Спрінґфілді»                         | Тімоті Бейлі   | Стефані Гілліс                   | 25 листопада 2012       | PABF22    | 7,46                 |
| Гомер виграє MyPad Mapple на шкільному розіграші. Він стає одержимим ним, допоки планшет не падає і не розбивається. Коли Гомер відчуває депресію через це, Фландерс пібадьорює його, коли знаходить слово «Надія», написане на дереві на задньому дворі Сімпсонів. Запрошені зірки: Келсі Греммер в ролі Другого Номера Боба |                    |                                                                                    |                |                                  |                         |           |                      |
| 515 | 7                  | «The Day the Earth Stood Cool» «День, коли Земля стала крутою»                     | Метью Фонан    | Метт Селман                      | 9 грудня 2012           | PABF20    | 7,44                 |
| Гомер хоче виглядати молодше, «крутіше», і заводить дружбу з його новими сусідами-хіпстерами з Портленда: Теренсом і Емілі. Однак, Мардж вважає їх виховні методи занадто надмірними, а Барт розуміє, що їх син, Ті-Рекс, багато думає про себе. Запрошені зірки: Фред Армісен в ролі Теренса, Керрі Браунштейн в ролі Емілі, Петтон Освальт в ролі Ті-Рекса, The Decemberists в ролі самих себе |                    |                                                                                    |                |                                  |                         |           |                      |
| 516 | 8                  | «To Cur, with Love» «Дворняжці, з любов’ю»                                         | Стівен Дін Мур | Керолін Омайн                    | 16 грудня 2012          | RABF01    | 3,77                 |
| Через пожежу в будинку для літніх людей дідусеві Сімпсону доводиться жити у Сімпсонів, і Гомер знехотя відкладає плани на день переїзду. Пізніше Гомер захоплюється новою грою на планшеті «Віллиджвіл», і сам не помічає, що Маленький Помічник Санти зник. Сім'я звинувачує батька у жорстокому поводженні з собакою. Тоді дідусь розповідає сумну історію того, як колись у дитинстві у Гомера був песик на ім'я Бонго, і як містер Бернс намагався відібрати Бонго за напад на нього… |                    |                                                                                    |                |                                  |                         |           |                      |
| 517 | 9                  | «Homer Goes to Prep School» «Гомер вирушає в підготовчу школу»                     | Марк Кіркланд  | Браян Келлі                      | 6 січня 2013            | RABF02    | 8,97                 |
| Гомер приєднується до організації, яка займається підготовкою до кінця світу, лідер якої створив секретний відступ за межами міста. Однак, Мардж скептично ставиться до тривожних членів групи, поки кінець світу справді не наступає у Спрінґфілді… Запрошені зірки: Том Вейтс в ролі Ллойда, Моріс ЛаМарш в ролі лейтенанта Смеша |                    |                                                                                    |                |                                  |                         |           |                      |
| 518 | 10                 | «A Test Before Trying» «Тест перед спробою»                                        | Кріс Клементс  | Джоел Коен                       | 13 січня 2013           | RABF03    | 5,04                 |
| Спрінґфілдську початкову школу мають намір закрити через вкрай низькі результати за контрольну. Однак, Барт — єдина надія школи, оскільки контрольну він не робив. Тим часом Гомер використовує паркувальний лічильник, щоб підзаробити. Запрошені зірки: Валері Гарпер в ролі інспекторки Кларксон, Марсія Воллес в ролі Едни Крабапель |                    |                                                                                    |                |                                  |                         |           |                      |
| 519 | 11                 | «The Changing of the Guardian» «Зміна опікуна»                                     | Боб Андерсон   | Роб Лазебник                     | 27 січня 2013           | RABF04    | 5,23                 |
| Після торнадо, Мардж і Гомер вирішують підшукати дітям нових опікунів, щоб уникнути гіршого. Вони звертаються до друзів і родичів, але отримують відмови. Якось вони знайомляться з подружжям Мева і Портії, які подобаються дітям. Однак, Гомер і Мардж виявляють реальні мотиви потенційних опікунів… Запрошені зірки: Денні Девіто в ролі Герба Пауела, брата Гомера; Рашида Джонс в ролі Портії |                    |                                                                                    |                |                                  |                         |           |                      |
| 520 | 12                 | «Love Is a Many-Splintered Thing» «Кохання — це щось, розбите на багато шматочків» | Майкл Полчіно  | Тім Лонг                         | 10 лютого 2013          | RABF07    | 4,19                 |
| Мері Спаклер повертається до Спрінґфілда, але нездатність Барта приділити їй достатню увагу напружує їхні стосунки. Запрошені зірки: Зоуї Дешанель в ролі Мері Спаклер, Бенедикт Камбербетч в ролі Прем'єр-міністра Великої Британії та Северуса Снейпа, Макс Вайнберг і Роберт Каро в ролі самих себе |                    |                                                                                    |                |                                  |                         |           |                      |
| 521 | 13                 | «Hardly Kirk-ing» «Майже Кірк»                                                     | Метью Настюк   | Том Гамміль і Макс Просс         | 17 лютого 2013          | RABF05    | 4,57                 |
| Барт зістригає більшу частину волосся Мілгауса, через що він стає схожий на батька, Кірка. Тим часом Мардж намагається відокремити Меґґі від серії DVD-дисків для малюків, які сприяли затримці розвитку дітей, а Гомер зацікавлений у головоломках типу «знайти приховані об'єкти». Запрошені зірки: Кевін Майкл Річардсон в ролі охоронця Спрінґфілдського торгового центру |                    |                                                                                    |                |                                  |                         |           |                      |
| 522 | 14                 | «Gorgeous Grampa» «Чудовий дідусь»                                                 | Чак Шітс       | Метт Селман                      | 3 березня 2013          | RABF06    | 4,66                 |
| Гомер купує контейнер для зберігання після перегляду реаліті-шоу, і виявляє, що це його батько колись був Грандіозним Годфрі — найненависнішим реслером. Його колись шанував молодий Монтгомері Бернс, який зараз переконує Абрахама повернутись на ринг. Однак, коли Барт починає наслідувати деякі колишні шахрайські способи свого дідуся, той має покінчити з минулим, поки не пізно. |                    |                                                                                    |                |                                  |                         |           |                      |
| 523 | 15                 | «Black-Eyed, Please» «Синець під оком, будь ласка»                                 | Метью Шофілд   | Джон Фрінк                       | 10 березня 2013         | RABF09    | 4,85                 |
| Фландерс б'є Гомеру в око після того, як його батьки полюбляють Гомера, а не власного сина. Після цього Фландерса мучить сумління. Тим часом нова вчителька на заміну Ліси, міс Кантвелл, ненавидить її, і дівчинці потрібно з'ясувати чому. Запрошені зірки: Тіна Фей в ролі міс Кантвелл, Річард Докінз в ролі самого себе |                    |                                                                                    |                |                                  |                         |           |                      |
| 524 | 16                 | «Dark Knight Court» «Суд Темного Лицаря»                                           | Марк Кіркланд  | Біллі Кімбол та Ієн Макстон-Ґрем | 17 березня 2013         | RABF10    | 4,89                 |
| Барт помилково звинувачується у влаштовуванні Великоднього розіграшу під час шкільного маршу, і Ліса повинна захистити свого брата. Тим часом містер Бернс намагається виконати свою безперервну мрію — стати супергероєм, Фрут Бетменом. Запрошені зірки: Дженет Рено (з допомогою своєї сестри, Маггі Рено Гурчалла) в ролі самої себе |                    |                                                                                    |                |                                  |                         |           |                      |
| 525 | 17                 | «What Animated Women Want» «Чого хочуть анімовані жінки»                           | Стівен Дін Мур | Дж. Стюарт Бернс                 | 14 квітня 2013          | RABF08    | 4,11                 |
| Читаючи «П'ятдесят відтінків сірого», Гомер вирішує, спробувати садомазохізм у відносинах з Мардж. Тим часом подивившись «Трамвай „Бажання“», Мілгаус бере на себе роль Марлона Брандо, натхненного поганця, щоб вразити Лісу. Запрошені зірки: Браян Кренстон і Аарон Пол в ролі Волтера Вайта і Джессі Пінкмена відповідно (сцена на дивані) |                    |                                                                                    |                |                                  |                         |           |                      |
| 526 | 18                 | «Pulpit Friction» «Розбіжності проповідника»                                       | Кріс Клементс  | Білл Оденкерк                    | 28 квітня 2013          | RABF11    | 4,54                 |
| Отець Лавджой йде з церкви, коли з'являється новачок — Елайджа Гупер, що зацікавлює паству розмовами про поп-культуру. Гомер допомагає останньому, служачи дияконом, що починає дратувати Барта. Запрошені зірки: Едвард Нортон в ролі Елайджа Гупера |                    |                                                                                    |                |                                  |                         |           |                      |
| 527 | 19                 | «Whiskey Business» «Віскі-бізнес»                                                  | Метью Настюк   | Валентина Гарза                  | 5 травня 2013           | RABF13    | 4,43                 |
| Гомер, Мардж, Ленні і Карл скидаються і купують Мо новий костюм, і в останньому стали бачити хорошу людину. Тим часом Барт піклується про Ейба, що отримав травму, а Ліса скаржиться на те, що в джаз-клубі використовують голограму Кривавих Ясен Мерфі. Запрошені зірки: Кевін Майкл Річардсон в ролі копа із секретом, Рон Тейлор в ролі Кривавих Ясен Мерфі (архівні записи), Сонні Роллінз і Тоні Беннетт в ролі самих себе |                    |                                                                                    |                |                                  |                         |           |                      |
| 528 | 20                 | «The Fabulous Faker Boy» «Неймовірний хлопчик-підробка»                            | Боб Андерсон   | Браян МакКонахі                  | 12 травня 2013          | RABF12    | 4,16                 |
| Інтерес Барта до уроків фортепіано зростає, коли він бачить, що інструкторка — красива молода дівчина. Щоб оплатити уроки сина, Мардж допомагає росіянину пройти його водійський тест. Тим часом Гомер намагається приховати від Мардж те, що він втратив дві останні волосини на його голові. Запрошені зірки: Джейн Краковскі в ролі Жені, Білл Гейдер в ролі Слави, Патрік Стюарт і Джастін Бібер в ролі самих себе |                    |                                                                                    |                |                                  |                         |           |                      |
| 529 | 21                 | «The Saga of Carl» «Сага про Карла»                                                | Чак Шітс       | Ерік Каплан                      | 19 травня 2013          | RABF14    | 4,01                 |
| Гомер, Мо, Ленні та Карл разом купують виграшний лотерейний квиток. Однак, Карл виривається з виграшем вирушає на батьківщину, до Ісландії. Через це решта вирішують розшукати його і повернути гроші. Запрошені зірки: Sigur Rós в ролі самих себе |                    |                                                                                    |                |                                  |                         |           |                      |
| 530 | 22                 | «Dangers on a Train» «Небезпеки в потягу»                                          | Стівен Дін Мур | Майкл Прайс                      | 19 травня 2013          | RABF17    | 4,52                 |
| Мардж випадково знайомиться з чоловіком на ім'я Бен, і дізнається, що йому, як і Мардж, подобається серіал «Абатство Аптон». Тим часом Гомер лагодить старий поїзд, щоб відсвяткувати його з Мардж річницю. Запрошені зірки: Сет Мак-Фарлейн в ролі Бена, Ліза Лампанеллі в ролі Рамони |                    |                                                                                    |                |                                  |                         |           |                      |